# Jon Martin
Jon Martin est un acteur de films pornographiques américain.

## Récompenses
- 1991 : AVN Award Meilleur acteur dans un second rôle - Film (Best Supporting Actor - Film) pour Pretty Peaches III
- 1990 : AVN Award Meilleur acteur - Vidéo (Best Actor - Video) pour Cool Sheets
- 1989 : AVN Award Meilleur acteur - Vidéo (Best Actor - Video) pour Case of the Sensuous Sinners

## Filmographie sélective
- Angel's Back! (1990)
- To the Top: The Nicole Stanton Story Part Two (1989)
- Caught in the Act (1989)
- Cool Sheets (1989)
- The Case of the Sensuous Sinners (1988)
- The Nicole Stanton Story: 'The Rise' (1988)
- Careful, He May Be Watching (1987)
- The Ribald Tales of Canterbury (1985)
- Behind the Green Door (1972)